# Alain Lipietz

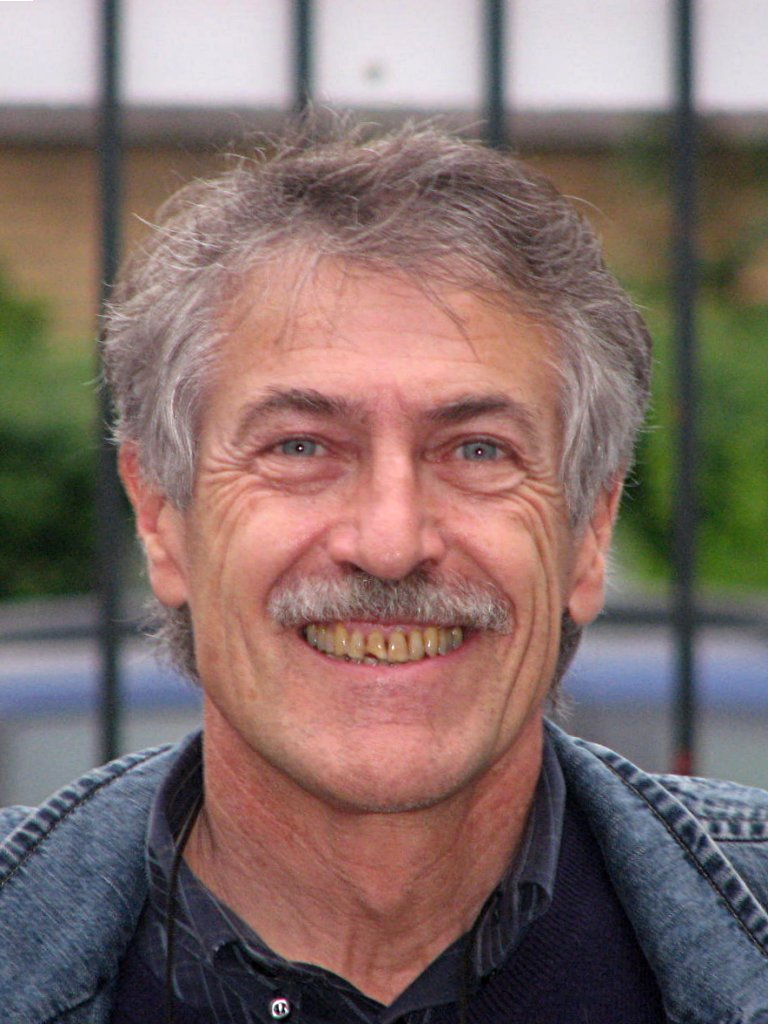
Alain Lipietz

Alain Lipietz (* 19. September 1947 als Alain Guy Lipiec in Charenton-le-Pont, Département Val-de-Marne) ist ein französischer Ingenieur, Ökonom und Politiker der französischen Grünen.

## Der grüne Ökonom
Lipietz studierte ab 1966 an der École polytechnique und später an der École Nationale des Ponts et Chaussées, wo er 1971 sein Diplom erwarb. 1972 erreichte er außerdem seinen Master-Titel in Ökonomie.
Nach seinem Studium war er von 1971 bis 1973 Forscher am Institut de recherche des transports (Transportforschungsinstitut) und 1973 bis 1999 am Centre d’études prospectives d’économie – Mathématiques appliquées à la planification (Zentrum für Zukunftswirtschaftsstudien – angewandte Mathematik zur Planifikation). 1988 wurde er Forschungsdirektor am Centre national de la recherche scientifique (Nationales Wissenschaftsforschungszentrum). Seit 1990 ist er Chefingenieur des Corps des ponts et chaussées.
Seit dem Beginn seiner Karriere widmete er sich der Analyse von sozialökonomischen Beziehungen innerhalb menschlicher Gemeinschaften. Er hat mehrere Beiträge zur Regulationstheorie veröffentlicht.
Er redigierte eine Synthese einer Weltstudie über die Beziehungen Kapital-Arbeit für die Universität der Vereinten Nationen und koordinierte eine Studie über die Positionen der verschiedenen Staaten der Welt zur Konferenz der Vereinten Nationen über Umwelt und Entwicklung (Rio 1992) für die UNESCO.

## Engagement für politische Ökologie
Lipietz ist ein ehemaliger Maoist. Von 1968 bis 1971 gehörte er dem kleinen Parti socialiste unifié an. 1986 war er im Département Seine-Saint-Denis Kandidat der französischen Grünen zur Nationalversammlung. Elf Jahre später wurde er nationaler Sprecher der französischen Grünen. Von 1999 bis 2009 war Lipietz gewählter Abgeordneter der Grünen Partei im Europäischen Parlament. 2004 wurde er als Abgeordneter wiedergewählt.
In dieser Eigenschaft war er Mitglied der Wirtschafts- und Währungskommission und Stellvertreter in der Kommission Beschäftigung und Soziale Angelegenheiten des Europaparlaments. Er nahm an den Intergruppen des Dritten Sektors, OMC und den Initiativen für den Frieden teil und war Mitglied der parlamentarischen Delegation für Südamerika und den Mercosur.
Lipietz ist außerdem Berater der ökonomischen Kommission der Grünen, seit 2000 Mitglied der Commission française du développement durable (= französische Kommission für dauerhafte Entwicklung) und seit 2001 Mitglied des Conseil d’établissement du Collège de France (= Unternehmensrat des Kollegs von Frankreich).
Von Premierminister Lionel Jospin wurde er im Juli 1997 zum Mitglied des Rats für Wirtschaftsanalyse und im September 1999 in den Hohen Rat für internationale Kooperation berufen.
Am 21. Juni 2001 wurde Lipietz zum Präsidentschaftskandidaten der französischen Grünen für die Präsidentschaftswahlen 2002 gekürt. Mit 50 % der Stimmen schlug er bei den innerparteilichen Wahlen seinen Rivalen Noël Mamère knapp.
Eine erste Kontroverse entstand im Sommer 2001, als Lipietz Sympathien für die wegen Bombenattentaten auf Korsika verurteilten Separatisten zu haben schien. Ein zweiter Konflikt betraf die Wiedereröffnung des Mont-Blanc-Tunnels zwischen Frankreich und Italien, der seit 1999 nach einem Brand mit 39 Toten geschlossen war. In der Zwischenzeit war die Partei in Meinungsumfragen von 7 auf 5 Prozent zurückgefallen.
Letztlich schafften Les Verts es, eine interne Krise zu überstehen und am 14. Oktober ihren Kandidaten Alain Lipietz gegen Noël Mamère auszutauschen.
Zu seinem Prozess (2005/06) gegen die französische Eisenbahn-Gesellschaft wegen Deportation seines Vaters Georges Lipietz nach Drancy siehe SNCF.

## Publikationen
- Die große Transformation des 21. Jahrhunderts. Ein Entwurf der politischen Ökologie. Münster 2000.
- Die Welt des Postfordismus. Über die strukturellen Veränderungen der entwickelten kapitalistischen Gesellschaften, Supplement der Zeitschrift Sozialismus 7–8/97
- Nach dem Ende des "Goldenen Zeitalters". Regulation und Transformation kapitalistischer Gesellschaften. Hamburg (Argument Vlg) AS Nr. 255, 1998, ISBN 3886192555
- Vert-espérance – Le futur de l’écologie politique (Grün-Hoffnung – Die Zukunft der politischen Ökologie) 1993
- Berlin, Bagdad, Rio: le XXIè siècle est commencé (Berlin, Bagdad, Rio: Das 21. Jahrhundert hat begonnen) 1992
- Mirages et miracles – Problèmes de l’industrialisation dans le Tiers-Monde (Fata Morgana und Wunder – Probleme der Industrialisierung in der Dritten Welt) 1985
- L’audace ou l’enlisement – Sur les politiques économiques de la gauche (Die Kühnheit oder der Reformstau – Über die ökonomische Politik der Linken) 1984
- The Wealth of Regions – Towards a Socio-economical Geography (Der Reichtum der Regionen – Beitrag zu einer sozioökonomischen Geografie) Hrsg. mit G. Benko 2000
- What is Political Ecology? The Great Transformation of XXI. century  (Was ist politische Ökologie? Die große Transformation des 21. Jahrhunderts) 1998
- Hour-glass Society – Job Sharing versus Social Exclusion (Stundenglas-Gesellschaft – Job Sharing versus sozialem Ausschluss) 1996
- Phaedra – Identification of a Crime (Phaedra – Identifikation eines Verbrechens) 1992
- The Winning Regions (Die Gewinnerregionen), Hrsg. mit G. Benko 1992
- Towards a New Economic Order: Post-Fordism, Ecology, Democracy (Für eine neue ökonomische Ordnung: Postfordismus, Ökologie, Demokratie) 1989
- The crisis (Die Krise) mit Clerc & Satre-Buisson, 1983
- The Enchanted World – Inflation, Credit and the Global Crises (Die verzauberte Welt – Inflation, Kredit und die globale Krise) 1982
- Crisis and Inflation: Why? (Krise und Inflation: Warum?) 1979
- Capital and its Space (Kapital und sein Raum) 1977
- The Urban Land Tribute (Der Stadtlandschaftsbeitrag) 1974